# 175566 Papplaci
175566 Papplaci è un asteroide della fascia principale. Scoperto nel 2006, presenta un'orbita caratterizzata da un semiasse maggiore pari a 2,8899019 UA e da un'eccentricità di 0,0380178, inclinata di 6,65542° rispetto all'eclittica.
L'asteroide è dedicato al pugile ungherese László Papp detto Laci.